# 1429
Cette page concerne l'année 1429  du calendrier julien.
L'année 1429 est une année commune qui commence un samedi.

## Événements

### Asie
- 15 mars : le shogun Yoshinori Ashikaga gouverne au Japon (fin le 24 juin 1441)[1].
- Août[2] : le roi d’Éthiopie Yéshaq, qui poursuit la lutte contre les musulmans, est tué avant d’avoir pu libérer complètement son territoire. Ses successeurs immédiats n’ont pas d’envergure et sont victimes de plusieurs conjurations : Endreyas règne huit mois, Hezaba-Nagn, trois ans, Mehreka-Nagn et Badel-Nagn, un an[3].
- 17 - 18 septembre : victoire du Timouride Shah Rukh sur les Qara Qoyunlu à la bataille de Salmas[4].

- Jean, fils de l'empereur byzantin Alexis IV de Trébizonde, débarque à Kordyle dans la région du pont depuis le comptoir génois de Caffa, renverse son père (qui meurt assassiné), et lui succède sous le nom de Jean IV de Trébizonde[5].

- Le roi de Ryūkyū Shō Hashi unifie les trois royaumes de Okinawa[6].
- Le Djaghataïde Esen Buqa II (en) règne sur le bassin du Tarim et sur l’Ili (fin en 1462)[7].
- Abu-l-Khayr fonde la dynastie turco-mongole des Chaybanides en Ouzbékistan. Il règne jusqu'en 1468[8].

### Europe
- 6 janvier : ouverture du congrès de Loutsk, congrès diplomatique réunissant les puissances d'Europe du Nord et de l'Est[9].

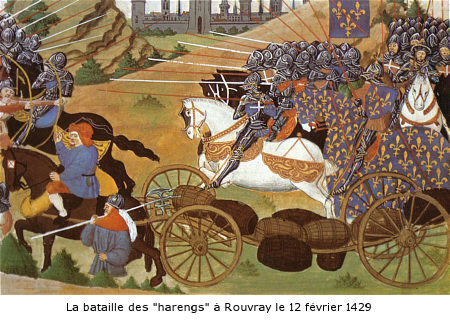
12 février : journée des Harengs.

- 12 février : à la bataille de Rouvray, dite « journée des Harengs », de nombreux défenseurs de la ville d'Orléans meurent dans une expédition pour s'emparer d'un convoi de ravitaillement - des harengs - destinés aux Anglais. Orléans cesse de recevoir des secours[10].
- 20 février[11] : à la mort de son père Giovanni di Bicci, Cosme de Médicis, dit l’Ancien, fondateur de la branche aînée, devient gonfalonier de justice à Florence.
- 6 mars : Jeanne d'Arc arrive  à Chinon où elle a une entrevue avec Charles VII de France[12]. Jeanne passe devant une commission de théologiens à Poitiers[13]. L’examen ayant été favorable, Jeanne prend la tête de l’armée et marche sur Orléans (15 avril[14]) qu'elle atteint le 29[15].
- 4 avril : conférence de Presbourg[16]. La diète de Bohême assemblée à Prague en février envoie Procope Holy en ambassade auprès de l'empereur Sigismond. Il tente de négocier un compromis avec les croisés. La guerre reprend à l'automne après l'échec des négociations[17].
- 8 mai : Jeanne d'Arc oblige les Anglais de Suffolk à lever le siège d'Orléans[10].
- 18 mai : couronnement à Pampelune des souverains de Navarre Blanche Ire et son époux Jean II.

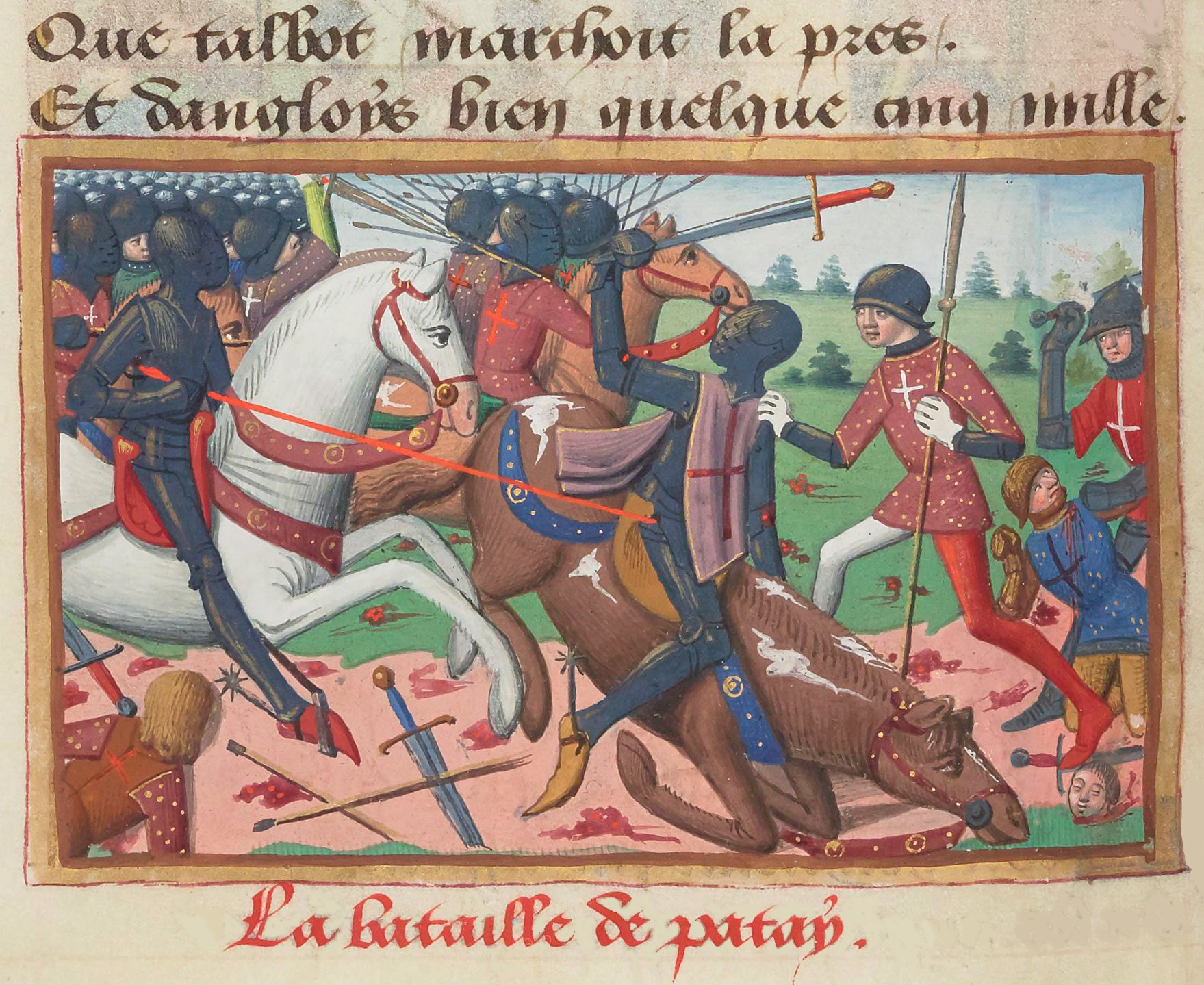
18 juin : bataille de Patay

- Juin : l’armée française prend Jargeau (12 juin) puis Meung et Beaugency (17 juin). Jeanne est victorieuse à la bataille de Patay le 18 juin où Talbot est fait prisonnier par Xaintrailles. Les pays riverains de la Loire sont libérés[18].
- 29 juin, Gien : Charles VII part pour Reims[19].
- 9 juillet, siège de Troyes. Jeanne d'Arc fait ouvrir les portes de Troyes à Charles VII, qu'elle va faire sacrer à Reims[20].

- 17 juillet : Charles VII est sacré à Reims, ce qui redonne le moral aux Français[10].
- 15 août : bataille de Montépilloy[21].
- 26 août : Jeanne arrive à Saint-Denis[10].
- 28 août : Charles VII signe à Compiègne une trêve de quatre mois avec le duc de Bourgogne[18].
- 8 septembre : Jeanne est blessée devant la porte Saint-Honoré à Paris. Charles lui interdit de renouveler l’attaque de Paris (9 septembre) et fait retraite vers la Loire (13 septembre)[21].
- 10 septembre : concile provincial de Tortosa en Espagne sur la question des conversos[22].
- 4 novembre : les troupes de Jeanne d'Arc prennent Saint-Pierre-le-Moûtier[10].
- 6 novembre : couronnement à Londres de Henri VI, roi d'Angleterre[23].
- 24 novembre - 22/25 décembre : siège de la Charité[24]. Jeanne connaît un échec à La Charité-sur-Loire contre Perrinet Gressart, un chef de bande à la solde des Anglo-Bourguignons[21].

- Sigismond signe une trêve de trois ans avec les Turcs au début de l'année[25].
- Fondation du monastère des Îles Solovetski (Mer Blanche) par Barlaam et Germain, disciples de Serge de Radonège[26].
- Le pirate Barthélemy Voet de Wismar attaque et met à sac Bergen pour le compte de la Hanse[27].
- Éric de Poméranie décide l’introduction d’un droit de péage pour tout navire pénétrant dans l’Öresund (Öresundstold)[28].
- Une épidémie de peste frappe Béthune et sa région[29].
- L’humaniste Guarino da Verona est invité à Ferrare par Nicolas d'Este pour y être le précepteur de son fils Lionel ; il y fonde une célèbre École qui est intégrée à l'université créée en octobre 1442[30].